# Peter Revers
Peter Revers (* 22. März 1954 in Würzburg) ist ein österreichisch-deutscher Musikwissenschaftler und emeritierter Universitätsprofessor.

## Leben
Peter Revers ist der Sohn des Psychologen Wilhelm Josef Revers. Er studierte Musikwissenschaft, Psychologie, Philosophie und Komposition an der Paris-Lodron-Universität und am Mozarteum Salzburg, sowie an der Universität Wien. Er wurde 1980 promoviert und erlangte 1981 auch sein künstlerisches Diplom. Von 1981 bis 1996 war er Hochschulassistent, Lehrbeauftragter und Gastprofessor an den Musikhochschulen Wien und Graz, wirkte aber auch an den Universitäten in Salzburg und Hamburg. 1988/1989 wurde ihm von der Alexander von Humboldt-Stiftung ein Forschungsstipendium an der Universität Hamburg gewährt, wo er sich 1993 auch habilitierte. Von 2017 bis 2022 leitete er das vom österreichischen Forschungsfonds FWF finanzierte Projekt „Musikalische Interpretation bei Herbert von Karajan“, P29840-G26. Revers ist seit 1982 mit der Pianistin und Universitätsprofessorin Lucy Revers-Chin verheiratet und hat einen Sohn (Daniel, *1984).
Von 1996 bis 2022 war Revers Ordinarius für Musikgeschichte an der Kunstuniversität Graz, wo er auch von 2013 bis 2016 als Vorsitzender des Senats fungierte. Mit Beginn Oktober 2022 wurde er emeritiert. Von 2001 bis 2009 war er Präsident der Österreichischen Gesellschaft für Musikwissenschaft und von 2019 bis 2023 Präsident der Internationalen Gustav Mahler Gesellschaft, Wien. Zu seinen Forschungsschwerpunkten zählen: Gustav Mahler, Jean Sibelius und nordeuropäische Symphonik, Mozart, die Musik des 18. bis 21. Jahrhunderts, Ostasienrezeption in der abendländischen Musikgeschichte.

## Auszeichnungen
Großes Silbernes Ehrenzeichen für Verdienste um die Republik Österreich (2019)

## Veröffentlichungen (Monographien und herausgegebene Schriften)
- Friedrich C. Heller, Peter Revers: Das Wiener Konzerthaus. Geschichte und Bedeutung. Wien 1983.
- Gustav Mahler – Untersuchungen zu den späten Sinfonien. Hamburg 1985.
- Das Fremde und das Vertraute. Studien zur musiktheoretischen und musikdramatischen Ostasienrezeption (= Beihefte zum Archiv für Musikwissenschaft XLI), Stuttgart 1997.
- Mahlers Lieder. Verlag C. H. Beck, München 2000.
- Gegenwart und Zukunft der wissenschaftlichen Nachwuchsförderung, hrsg. von Josef Ehmer, Dietmar Goltschnigg, Peter Revers und Justin Stagl, Wien 2003.
- Harry…Heinrich…Henri…Heine: Deutscher – Jude – Europäer, hrsg. von Dietmar Goltschnigg, Charlotte Grollegg-Edler und Peter Revers, Erich Schmied, Berlin 2008.
- Gustav Mahler – Interpretationen seiner Werke, hrsg. von Peter Revers und Oliver Korte, 2 Bde., Laaber 2011.
- Geschichte und Gegenwart des musikalischen Hörens. Diskurse – Geschichte(n) – Poetiken. Freiburg i. Br. 2017 (= klang-reden 17)
- Musik im Zusammenhang – Festschrift für Peter Revers zum 65. Geburtstag, hrsg. von Klaus Aringer, Christian Utz und Thomas Wozonig, Wien (Hollitzer) 2019, 888 S.
- Mahlers Sinfonien. C. H. Beck, München 2020.
- „Seine Musikdeutung geht ja vom Klang aus“ – Musikalische Interpretation bei Herbert von Karajan, hrsg. von Klaus Aringer, Peter Revers und Thomas Wozonig, OLMS, Hildesheim 2023.

## Unselbständige Abhandlungen (seit 2010: Auswahl)
- „Achte Symphonie“ und „Das Lied von der Erde“, in: „Mahler-Handbuch“, hrsg. von Bernd Sponheuer und Wolfram Steinbeck, Kassel und Stuttgart 2010 (Metzler/Bärenreiter), S. 329–342 und 343–361.
- „Die Hommage-Kompositionen der Societe Internationale de Musique (S.I.M.) zur Haydn-Zentenarfeier 1909“ (Hahn, Widor, d'Indy, Dukas, Ravel, Debussy), in: „Aspekte der Haydn-Rezeption“, hrsg. von Joachim Brügge und Ulrich Leisinger, Freiburg i.Br. 2011, S. 157–174.
- „'Lyrik zum Die-Pulsadern-Aufschneiden' – Aspekte der Lorca-Rezeption in Isabel Mundrys 'Panorama ciego' und 'Nocturno'“, in: „Isabel Mundry“, München 2011 (= Musik-Konzepte Sonderband), S. 103–126.
- „... das eigentliche Kunstwerk besteht doch in der Vereinigung der Künste“. Aspekte musikalischer Dramaturgie in Mahlers 'Das Klagende Lied', in: „'Das klagende Lied', Mahlers 'Opus 1. Synthese, Innovation, kompositorische Rezeption“, hrsg. von Elisabeth Kappel, Wien 2013 (Studien zur Wertungsforschung, Bd. 54), S. 9–23.
- „'Te lucis ante terminum' und 'Custodes hominum'. Zur Relation von mittelalterlichem Hymnus und japanischem No-Theater in Benjamin Britten's 'Curlew River'“, in: „Cantare amantis est“. Fs. zum 60. Geburtstag von Franz Karl Praßl, hrsg. von Robert Klugseder und Elise Madl, Purkersdorf 2014, S. 311–323
- „'Warm leuchtet das Leben, kalt starrt der Tod': Symbolistische und exotistische Tendenzen in Carl Orffs Jugendwerk 'Gisei – Das Opfer'“, in: „Text, Musik, Szene - Das Musiktheater Carl Orffs“, hrsg. von Thomas Rösch, Mainz 2015, S. 11–24.
- „Ausgewählte Aspekte einer Interpretationsgeschichte der Streichquartette W. A. Mozarts“, in: „Zur Interpretation von W. A. Mozarts Kammermusik“, hrsg. von Joachim Brügge, Freiburg i.Br. 2015 (= klang-reden 14), S. 155–196.
- „Im 'Othello' trägt er [Dvorak] eine Maske, die bald an Liszt, bald an Wagner erinnert“, in: „'If music be the food of love'. Shakespeare in der Instrumentalmusik des 19. Jahrhunderts“, hrsg. von Laurenz Lütteken, Kassel 2016, S. 177–194.
- „Liszt – Mozart – Thalberg. Aspekte der Mozartrezeption in den Klaviertranskriptionen von Franz Liszt“, in: „Franz Liszt - Paraphrasen, Transkriptionen und Bearbeitungen“, hrsg. von Klaus Aringer, Sinzig 2017, S. 135–151.
- „'Die Wirkungen hervorbringen, die der Komponist gewollt hat'. Über Gustav Mahler, Richard Strauss und Max Reger als Komponisten-Dirigenten“, in: „Komponieren und Dirigieren. Doppelbegabungen als Thema der Interpretationsgeschichte“, hrsg. von Alexander Drcar und Wolfgang Gratzer, Freiburg i.Br 2017(=klang-reden 16), S. 133–158.
- "Gustav Mahler's Eighth Symphony and Max Reinhardt's Concept of 'Massenregie', in: "Rethinking Mahler", hrsg. von Jeremy Barham, Oxford 2017, S. 203–216.
- „'I think there is a great tragedy in Mahler, and a great tragic sense!' Herbert von Karajan direttore mahleriano“, in: „L'arte di Karajan. Un percorso nella storia dell'interpretazione“, hrsg. von Albert Fassone, Lucca 2018, S. 349–364.
- „Dramaturgy of Silence. Absence as a Means of Structural Tension in Joseph Haydn's String Quartets“, in: „Meaningful Absence Across Arts and Media - The Significance of Missing Signifiers“, ed. by Werner Wolf, Nassim Balestrini and Walter Bernhart (Studies in Intermediality 11), Leiden 2019, S. 156–172
- „Becoming a Conductor – The Early Years in Mahler's Career“, in: Charles Youmans (ed.): „Mahler in Context“, Cambridge (CUP) 2020, S. 48–55.
- "'Am Ende der Rede [...] ist es, als sei ein Zauber gebrochen' – Wort, Klang und Leiblichkeit in der Phänomenologie Maurice Merleau-Pontys", in: 'Understanding Musics' – Festschrift on the Occasion of Gerd Grupe's 65th Birthday", ed. by Malik Sharif and Kendra Stepputat, Düren 2020, S. 153–164.